# Coupe d'Afrique des nations de football 1994
Navigation
Sénégal 1992 Afrique du Sud 1996
La coupe d'Afrique des nations de football 1994 est la 19e édition de la coupe d'Afrique des nations, le tournoi biennal de football des associations africaines organisé par la Confédération africaine de football. Il est organisé par la Tunisie, qui remplace l'hôte d'origine, le Zaïre. Comme en 1992, le peloton de douze équipes est réparti en quatre groupes de trois. Le Nigeria remporte son deuxième championnat en battant la Zambie (2-1) en finale.
Cette dernière est affectée auparavant par une catastrophe aérienne au cours de laquelle 18 joueurs et plusieurs membres du staff de l'équipe précédente sont tués.

## Qualification
Dix billets sont à distribuer aux 37 pays participant à ces qualifications. La Tunisie, l'organisateur du tournoi, et la Côte d'Ivoire, tenante du titre, sont exempts de ces joutes. Après un tour préliminaire joué en matchs aller-retour concernant quatre équipes (deux qualifiées pour le tour principal), les équipes sont réparties en huit groupes de quatre. Les premiers de chaque poule ainsi que les seconds des groupes de 5 ou 6 obtiennent leur billet pour le tournoi final en Tunisie. En plus des forfaits en cours de compétition du Togo, du Tchad, de la Tanzanie et du Burkina Faso, les sélections de Mauritanie et de Libye, au départ inscrites, se retirent avant le démarrage des qualifications.
À noter pour ces éliminatoires les débuts en compétition internationale officielle de la sélection du Cap-Vert, éliminée dès le tour préliminaire, et la première participation de l'Afrique du Sud, mise au ban du football mondial depuis l'instauration de l'apartheid. La fin de la politique ségrégationniste sud-africaine permet la réintégration des Bafana Bafana au sein de la Confédération africaine de football.

### Équipes qualifiées
| Équipe        | Méthode de qualification | Date de qualification | Participation | Dernière participation | Meilleur résultat                  |
| ------------- | ------------------------ | --------------------- | ------------- | ---------------------- | ---------------------------------- |
| Tunisie       | Pays hôte                | Inconnue              | 6e            | 1982                   | Finaliste (1965)                   |
| Côte d'Ivoire | Tenant du titre          | 26 janvier 1992       | 11e           | 1992                   | Vainqueur (1992)                   |
| Nigeria       | Groupe 2 (1re place)     | 24 juillet 1993       | 10e           | 1992                   | Vainqueur (1980)                   |
| Égypte        | Groupe 8 (2e place)      | 25 juillet 1993       | 14e           | 1992                   | Vainqueur (1957, 1959, 1986)       |
| Gabon         | Groupe 1 (1re place)     | 25 juillet 1993       | 1re           | -                      | Première participation             |
| Ghana         | Groupe 7 (1re place)     | 25 juillet 1993       | 10e           | 1992                   | Vainqueur (1963, 1965, 1978, 1982) |
| Mali          | Groupe 8 (1re place)     | 25 juillet 1993       | 2e            | 1972                   | Finaliste (1972)                   |
| Sénégal       | Groupe 3 (3e place)      | 25 juillet 1993       | 6e            | 1992                   | Quatrième (1965, 1990)             |
| Zaïre         | Groupe 4 (1re place)     | 25 juillet 1993       | 9e            | 1992                   | Vainqueur (1968, 1974)             |
| Zambie        | Groupe 5 (1re place)     | 25 juillet 1993       | 7e            | 1992                   | Finaliste (1974)                   |
| Sierra Leone  | Groupe 3 (1re place)     | 26 juillet 1993       | 1re           | -                      | Première participation             |
| Guinée        | Groupe 6 (1re place)     | 24 octobre 1993       | 5e            | 1980                   | Premier tour (1980)                |

### Villes et stades
| Tunis                       | \| Tunis Sousse \| |
| --------------------------- | ------------------ |
| Stade olympique d'El Menzah | \| Tunis Sousse \| |
| Capacité : 45 000           | \| Tunis Sousse \| |
| Stade olympique d'El Menzah | \| Tunis Sousse \| |
| Sousse                      | \| Tunis Sousse \| |
| Stade olympique de Sousse   | \| Tunis Sousse \| |
| Capacité : 28 000           | \| Tunis Sousse \| |
| Stade olympique de Sousse   | \| Tunis Sousse \| |
| Tunis                       | \| Tunis Sousse \| |
| Stade Chedly-Zouiten        | \| Tunis Sousse \| |
| Capacité :                  | \| Tunis Sousse \| |
| Stade Chedly-Zouiten        | \| Tunis Sousse \| |
| Tunis Sousse                |                    |

## Phase finale

### Premier tour
Groupe A
- Mali
- Tunisie
- Zaïre

Groupe B
- Égypte
- Gabon
- Nigeria

Groupe C
- Côte d'Ivoire
- Sierra Leone
- Zambie

Groupe D
- Ghana
- Guinée
- Sénégal

#### Groupe A
| Rang | Équipe    | Pts | J | G | N | P | Bp | Bc | Diff |
| ---- | --------- | --- | - | - | - | - | -- | -- | ---- |
| 1    | Zaïre     | 3   | 2 | 1 | 1 | 0 | 2  | 1  | +1   |
| 2    | Mali      | 2   | 2 | 1 | 0 | 1 | 2  | 1  | +1   |
| 3    | Tunisie H | 1   | 2 | 0 | 1 | 1 | 1  | 3  | -2   |

| 26 mars 1994 | Tunisie | 0–2   | Mali                       | Stade olympique d'El Menzah, Tunis             |                                                |
|              |         | (0–2) | 25e Coulibaly · 34e Sidibé | Spectateurs : 45 000 Arbitrage : Lim Kee Chong | Spectateurs : 45 000 Arbitrage : Lim Kee Chong |
|              | Rapport |       |                            | Spectateurs : 45 000 Arbitrage : Lim Kee Chong | Spectateurs : 45 000 Arbitrage : Lim Kee Chong |

| 28 mars 1994 | Mali    | 0–1   | Zaïre       | Stade olympique d'El Menzah, Tunis          |                                             |
|              |         | (0–0) | 48e Basaula | Spectateurs : 8 000 Arbitrage : Ali Bujsaim | Spectateurs : 8 000 Arbitrage : Ali Bujsaim |
|              | Rapport |       |             | Spectateurs : 8 000 Arbitrage : Ali Bujsaim | Spectateurs : 8 000 Arbitrage : Ali Bujsaim |

| 30 mars 1994 | Tunisie            | 1–1   | Zaïre         | Stade olympique d'El Menzah, Tunis               |                                                  |
|              | Rouissi 43e (pen.) | (1–0) | 55e Ngoy (en) | Spectateurs : 45 000 Arbitrage : Jamal Al Sharif | Spectateurs : 45 000 Arbitrage : Jamal Al Sharif |
|              | Rapport            |       |               | Spectateurs : 45 000 Arbitrage : Jamal Al Sharif | Spectateurs : 45 000 Arbitrage : Jamal Al Sharif |

#### Groupe B
| Rang | Équipe  | Pts | J | G | N | P | Bp | Bc | Diff |
| ---- | ------- | --- | - | - | - | - | -- | -- | ---- |
| 1    | Égypte  | 3   | 2 | 1 | 1 | 0 | 4  | 0  | +4   |
| 2    | Nigeria | 3   | 2 | 1 | 1 | 0 | 3  | 0  | +3   |
| 3    | Gabon   | 0   | 0 | 0 | 0 | 2 | 0  | 7  | -7   |

| 26 mars 1994 | Nigeria                      | 3–0   | Gabon | Stade olympique d'El Menzah, Tunis             |                                                |
|              | Yekini 18e 88e · Adepoju 72e | (1–0) |       | Spectateurs : 30 000 Arbitrage : Mohamed Bahar | Spectateurs : 30 000 Arbitrage : Mohamed Bahar |
|              | Rapport                      |       |       | Spectateurs : 30 000 Arbitrage : Mohamed Bahar | Spectateurs : 30 000 Arbitrage : Mohamed Bahar |

| 28 mars 1994 | Égypte                                           | 4–0   | Gabon | Stade Chedly-Zouiten, Tunis                      |                                                  |
|              | Mansour 1re · El Gamal 22e · Abdel Samad 55e 59e | (2–0) |       | Spectateurs : 6 000 Arbitrage : Charles Massembé | Spectateurs : 6 000 Arbitrage : Charles Massembé |
|              | Rapport                                          |       |       | Spectateurs : 6 000 Arbitrage : Charles Massembé | Spectateurs : 6 000 Arbitrage : Charles Massembé |

| 30 mars 1994 | Nigeria | 0–0   | Égypte | Stade olympique d'El Menzah, Tunis             |                                                |
|              |         | (0–0) |        | Spectateurs : 30 000 Arbitrage : Lim Kee Chong | Spectateurs : 30 000 Arbitrage : Lim Kee Chong |
|              | Rapport |       |        | Spectateurs : 30 000 Arbitrage : Lim Kee Chong | Spectateurs : 30 000 Arbitrage : Lim Kee Chong |

#### Groupe C
| Rang | Équipe        | Pts | J | G | N | P | Bp | Bc | Diff |
| ---- | ------------- | --- | - | - | - | - | -- | -- | ---- |
| 1    | Zambie        | 3   | 2 | 1 | 1 | 0 | 1  | 0  | +1   |
| 2    | Côte d'Ivoire | 2   | 2 | 1 | 0 | 1 | 4  | 1  | +3   |
| 3    | Sierra Leone  | 1   | 2 | 0 | 1 | 1 | 0  | 4  | -4   |

| 27 mars 1994 | Côte d'Ivoire                | 4–0   | Sierra Leone | Stade olympique de Sousse, Sousse                |                                                  |
|              | Tiéhi 19e 63e 70e · Guel 35e | (2–0) |              | Spectateurs : 10 000 Arbitrage : Jamal Al Sharif | Spectateurs : 10 000 Arbitrage : Jamal Al Sharif |
|              | Rapport                      |       |              | Spectateurs : 10 000 Arbitrage : Jamal Al Sharif | Spectateurs : 10 000 Arbitrage : Jamal Al Sharif |

| 29 mars 1994 | Zambie  | 0–0   | Sierra Leone | Stade olympique de Sousse, Sousse          |                                            |
|              |         | (0–0) |              | Spectateurs : 6 000 Arbitrage : Omer Yengo | Spectateurs : 6 000 Arbitrage : Omer Yengo |
|              | Rapport |       |              | Spectateurs : 6 000 Arbitrage : Omer Yengo | Spectateurs : 6 000 Arbitrage : Omer Yengo |

| 31 mars 1994 | Zambie       | 1–0   | Côte d'Ivoire | Stade olympique de Sousse, Sousse                |                                                  |
|              | Malitoli 79e | (0–0) |               | Spectateurs : 6 000 Arbitrage : Petros Mathabela | Spectateurs : 6 000 Arbitrage : Petros Mathabela |
|              | Rapport      |       |               | Spectateurs : 6 000 Arbitrage : Petros Mathabela | Spectateurs : 6 000 Arbitrage : Petros Mathabela |

#### Groupe D
| Rang | Équipe  | Pts | J | G | N | P | Bp | Bc | Diff |
| ---- | ------- | --- | - | - | - | - | -- | -- | ---- |
| 1    | Ghana   | 4   | 2 | 2 | 0 | 0 | 2  | 0  | +2   |
| 2    | Sénégal | 2   | 2 | 1 | 0 | 1 | 2  | 2  | 0    |
| 3    | Guinée  | 0   | 2 | 0 | 0 | 2 | 1  | 3  | -2   |

| 27 mars 1994 | Ghana       | 1–0   | Guinée | Stade olympique de Sousse, Sousse                 |                                                   |
|              | Akkonor 87e | (0–0) |        | Spectateurs : 10 000 Arbitrage : Petros Mathabela | Spectateurs : 10 000 Arbitrage : Petros Mathabela |
|              | Rapport     |       |        | Spectateurs : 10 000 Arbitrage : Petros Mathabela | Spectateurs : 10 000 Arbitrage : Petros Mathabela |

| 29 mars 1994 | Sénégal                        | 2–1   | Guinée        | Stade olympique de Sousse, Sousse                  |                                                    |
|              | Gueye 46e (pen.) · Tendeng 50e | (0–1) | 44e T. Camara | Spectateurs : 6 000 Arbitrage : Hussein Ali Moussa | Spectateurs : 6 000 Arbitrage : Hussein Ali Moussa |
|              | Rapport                        |       |               | Spectateurs : 6 000 Arbitrage : Hussein Ali Moussa | Spectateurs : 6 000 Arbitrage : Hussein Ali Moussa |

| 31 mars 1994 | Ghana      | 1–0   | Sénégal | Stade olympique de Sousse, Sousse           |                                             |
|              | Polley 42e | (1–0) |         | Spectateurs : 6 000 Arbitrage : Ali Bujsaim | Spectateurs : 6 000 Arbitrage : Ali Bujsaim |
|              | Rapport    |       |         | Spectateurs : 6 000 Arbitrage : Ali Bujsaim | Spectateurs : 6 000 Arbitrage : Ali Bujsaim |

### Quarts de finale
| 2 avril 1994 | Zaïre   | 0–2   | Nigeria               | Stade olympique d'El Menzah, Tunis            |                                               |
|              |         | (0–0) | 50e 71e (pen.) Yekini | Spectateurs : 2 000 Arbitrage : Lim Kee Chong | Spectateurs : 2 000 Arbitrage : Lim Kee Chong |
|              | Rapport |       |                       | Spectateurs : 2 000 Arbitrage : Lim Kee Chong | Spectateurs : 2 000 Arbitrage : Lim Kee Chong |

| 2 avril 1994 | Égypte  | 0–1   | Mali               | Stade olympique d'El Menzah, Tunis               |                                                  |
|              |         | (0–0) | 64e S. Traoré (en) | Spectateurs : 3 000 Arbitrage : Charles Massembé | Spectateurs : 3 000 Arbitrage : Charles Massembé |
|              | Rapport |       |                    | Spectateurs : 3 000 Arbitrage : Charles Massembé | Spectateurs : 3 000 Arbitrage : Charles Massembé |

| 3 avril 1994 | Zambie          | 1–0   | Sénégal | Stade olympique de Sousse, Sousse               |                                                 |
|              | Sakala (en) 38e | (1–0) |         | Spectateurs : 8 000 Arbitrage : Jamal Al Sharif | Spectateurs : 8 000 Arbitrage : Jamal Al Sharif |
|              | Rapport         |       |         | Spectateurs : 8 000 Arbitrage : Jamal Al Sharif | Spectateurs : 8 000 Arbitrage : Jamal Al Sharif |

| 3 avril 1994 | Ghana       | 1–2   | Côte d'Ivoire             | Stade olympique de Sousse, Sousse           |                                             |
|              | Akkonor 77e | (0–1) | 30e Tiéhi · 81e A. Traoré | Spectateurs : 8 000 Arbitrage : Ali Bujsaim | Spectateurs : 8 000 Arbitrage : Ali Bujsaim |
|              | Rapport     |       |                           | Spectateurs : 8 000 Arbitrage : Ali Bujsaim | Spectateurs : 8 000 Arbitrage : Ali Bujsaim |

### Demi-finales
| 6 avril 1994                                | Nigeria                | 2–2 a. p.                              | Côte d'Ivoire   | Stade olympique d'El Menzah, Tunis          |                                             |
|                                             | Iroha 26e · Yekini 40e | (2–2, 2–2, 2–2)                        | 19e 31e Bassolé | Spectateurs : 2 000 Arbitrage : Ali Bujsaim | Spectateurs : 2 000 Arbitrage : Ali Bujsaim |
|                                             | Rapport                |                                        |                 | Spectateurs : 2 000 Arbitrage : Ali Bujsaim | Spectateurs : 2 000 Arbitrage : Ali Bujsaim |
| Finidi · Siasia · Amokachi · Iroha · Yekini | Tirs au but 4–2        | Kouamé · Fallet (en) · Bassolé · Amani |                 | Spectateurs : 2 000 Arbitrage : Ali Bujsaim | Spectateurs : 2 000 Arbitrage : Ali Bujsaim |

| 6 avril 1994 | Zambie                                                 | 4–0   | Mali | Stade olympique d'El Menzah, Tunis               |                                                  |
|              | Litana 8e · Saileti 30e · K. Bwalya 47e · Malitoli 73e | (2–0) |      | Spectateurs : 2 000 Arbitrage : Charles Massembé | Spectateurs : 2 000 Arbitrage : Charles Massembé |
|              | Rapport                                                |       |      | Spectateurs : 2 000 Arbitrage : Charles Massembé | Spectateurs : 2 000 Arbitrage : Charles Massembé |

### Match pour la3eplace
| 10 avril 1994 | Côte d'Ivoire                         | 3–1   | Mali       | Stade olympique d'El Menzah, Tunis                |                                                   |
|               | Koné (en) 2e · Ouattara 67e · Sié 70e | (1–0) | 46e Diallo | Spectateurs : 15 000 Arbitrage : Petros Mathabela | Spectateurs : 15 000 Arbitrage : Petros Mathabela |
|               | Rapport                               |       |            | Spectateurs : 15 000 Arbitrage : Petros Mathabela | Spectateurs : 15 000 Arbitrage : Petros Mathabela |

### Finale
| 10 avril 1994 | Nigeria        | 2–1   | Zambie    | Stade olympique d'El Menzah, Tunis             |                                                |
|               | Amunike 5e 47e | (1–1) | 3e Litana | Spectateurs : 25 000 Arbitrage : Lim Kee Chong | Spectateurs : 25 000 Arbitrage : Lim Kee Chong |
|               | Rapport        |       |           | Spectateurs : 25 000 Arbitrage : Lim Kee Chong | Spectateurs : 25 000 Arbitrage : Lim Kee Chong |

## Statistiques

### Classement de la compétition

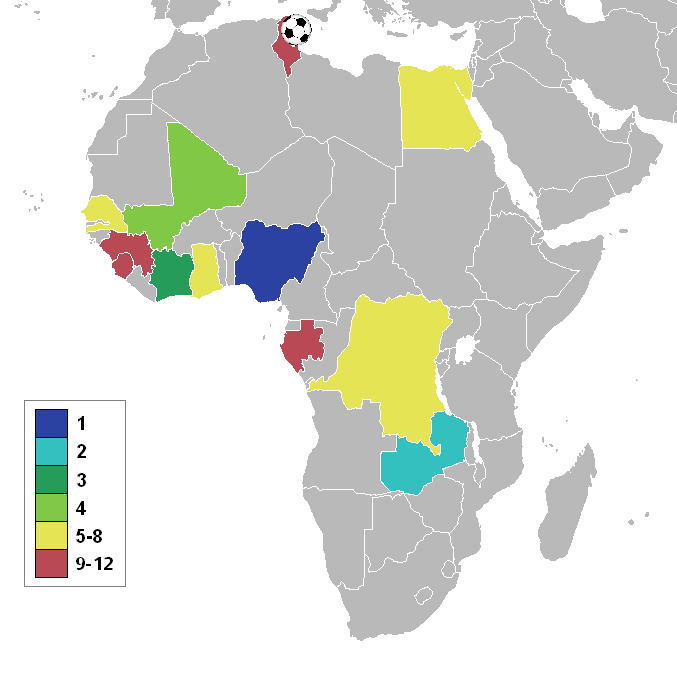
Pays qualifiés.

| Place              | Nation          | Stade de la compétition |
| ------------------ | --------------- | ----------------------- |
| Médaille d'or      | Nigeria         | Vainqueur               |
| Médaille d'argent  | Zambie          | Finaliste               |
| Médaille de bronze | Côte d'Ivoire T | Demi-finale             |
| 4                  | Mali            | Demi-finale             |
| 5                  | Ghana           | Quarts de finale        |
| 6                  | Égypte          | Quarts de finale        |
| 7                  | Zaïre           | Quarts de finale        |
| 8                  | Sénégal         | Quarts de finale        |
| 9                  | Tunisie         | Premier tour            |
| 10                 | Sierra Leone    | Premier tour            |
| 11                 | Guinée          | Premier tour            |
| 12                 | Gabon           | Premier tour            |

### Résumé par équipe
| Pos. | Équipe        | Pts | J | G | N | P | BP | BC | +/- | Progression      |
| ---- | ------------- | --- | - | - | - | - | -- | -- | --- | ---------------- |
| 1    | Nigeria       | 8   | 5 | 3 | 2 | 0 | 9  | 3  | +6  | Vainqueur        |
| 2    | Zambie        | 7   | 5 | 3 | 1 | 1 | 7  | 2  | +5  | Finaliste        |
| 3    | Côte d'Ivoire | 7   | 5 | 3 | 1 | 1 | 11 | 5  | +6  | Troisième        |
| 4    | Mali          | 4   | 5 | 2 | 0 | 3 | 4  | 8  | -4  | Quatrième        |
| 5    | Ghana         | 4   | 3 | 2 | 0 | 1 | 3  | 2  | +1  | Quarts de finale |
| 6    | Égypte        | 3   | 3 | 1 | 1 | 1 | 4  | 1  | +3  | Quarts de finale |
| 7    | Zaïre         | 3   | 3 | 1 | 1 | 1 | 2  | 3  | -1  | Quarts de finale |
| 8    | Sénégal       | 2   | 3 | 1 | 0 | 2 | 2  | 3  | −1  | Quarts de finale |
| 9    | Tunisie       | 1   | 2 | 0 | 1 | 1 | 1  | 3  | -2  | Premier tour     |
| 10   | Sierra Leone  | 1   | 2 | 0 | 1 | 1 | 0  | 4  | -4  | Premier tour     |
| 11   | Guinée        | 0   | 2 | 0 | 0 | 2 | 1  | 3  | −2  | Premier tour     |
| 12   | Gabon         | 0   | 2 | 0 | 0 | 2 | 0  | 7  | −7  | Premier tour     |

### Buteurs
5 buts
- Rashidi Yekini

4 buts
- Joël Tiéhi

2 buts
| - Bashir Abdel Samad - Charles Akkonor | - Michel Bassolé - Emmanuel Amunike | - Elijah Litana - Kenneth Malitoli |

1 but
| - Hamza El Gamal - Ayman Mansour - Prince Polley - Titi Camara - Tchiressoua Guel - Adama Koné (en) - Ahmed Ouattara - Donald-Olivier Sié | - Abdoulaye Traoré (en) - Fernand Coulibaly - Amadou Pathé Diallo - Mobido Sidibé - Soumaila Traoré (en) - Mutiu Adepoju - Benedict Iroha - Momath Gueye | - Athanas Tendeng - Faouzi Rouissi - Lemba Basaula - Ngoy Nsumbu (en) - Kalusha Bwalya - Zeddy Saileti - Evans Sakala (en) |

## Récompenses

### Récompenses
| Joueur de la compétition | Meilleur buteur |
| ------------------------ | --------------- |
| Rashidi Yekini           | Rashidi Yekini  |

### Équipe type de la compétition
| Gardien       | Défenseurs                                                  | Milieux                                               | Attaquants                | Sélectionneur     |
| ------------- | ----------------------------------------------------------- | ----------------------------------------------------- | ------------------------- | ----------------- |
| Ahmed Shobair | Frank Amankwah Harrison Chongo Elijah Litana Benedict Iroha | Serge Maguy Jay-Jay Okocha Daniel Amokachi Abedi Pelé | Joël Tiéhi Rashidi Yekini | Clemens Westerhof |